# Duim omlaag

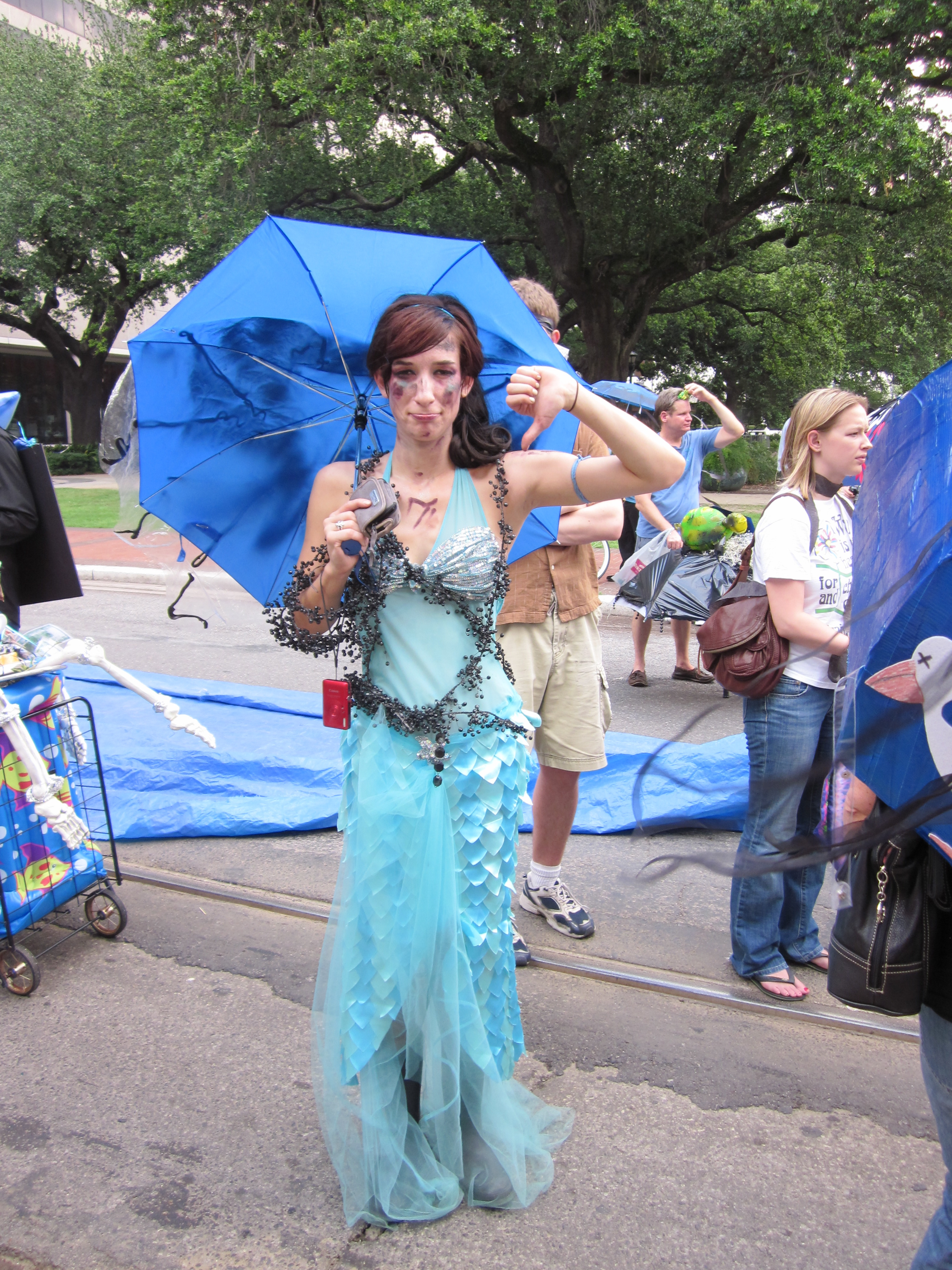

Het gebaar duim omlaag bestaat eruit dat een vuist wordt gemaakt, en de duim omlaag wordt gericht.
Hoofdbetekenis van dit gebaar is om afkeuring te laten blijken. De hand wordt dan meestal voor het lichaam gehouden. Het gebaar kan worden versterkt door beide armen te gebruiken en door de arm(en) te strekken. In deze betekenis wordt het ook vaak gebruikt als pictogram. Het gebaar vindt naar verluidt zijn oorsprong in de keuze die het Romeinse publiek maakte of een verliezend gladiator mocht blijven leven. Het deed dat met een duimgebaar (Pollice verso), al is het precieze gebaar dat toen werd gemaakt niet duidelijk. 
In de duiksport wordt het gebaar bovendien gebruikt in de betekenis "naar beneden gaan", dus om naar beneden te wijzen. 